# Hagari Gudihalli, Harapanahalli
Hagari Gudihalli là một làng thuộc tehsil Harapanahalli, huyện Davanagere, bang Karnataka, Ấn Độ.